# Chiesa dei Santi Pietro martire, Quirico e Giulitta
La chiesa parrocchiale dei Santi Pietro Martire, Quirico e Giulitta è un edificio religioso che si trova a Daro, frazione di Bellinzona.

## Storia
Citata già nel 1173, venne completamente ricostruita nel XV secolo. Nel 1775 venne aggiunta la canonica.

## Descrizione
La chiesa ha una pianta ad unica navata sovrastata da una volta a crociera. Sui fianchi della navata si aprono alcune cappelle laterali.